# Hidrotropismo

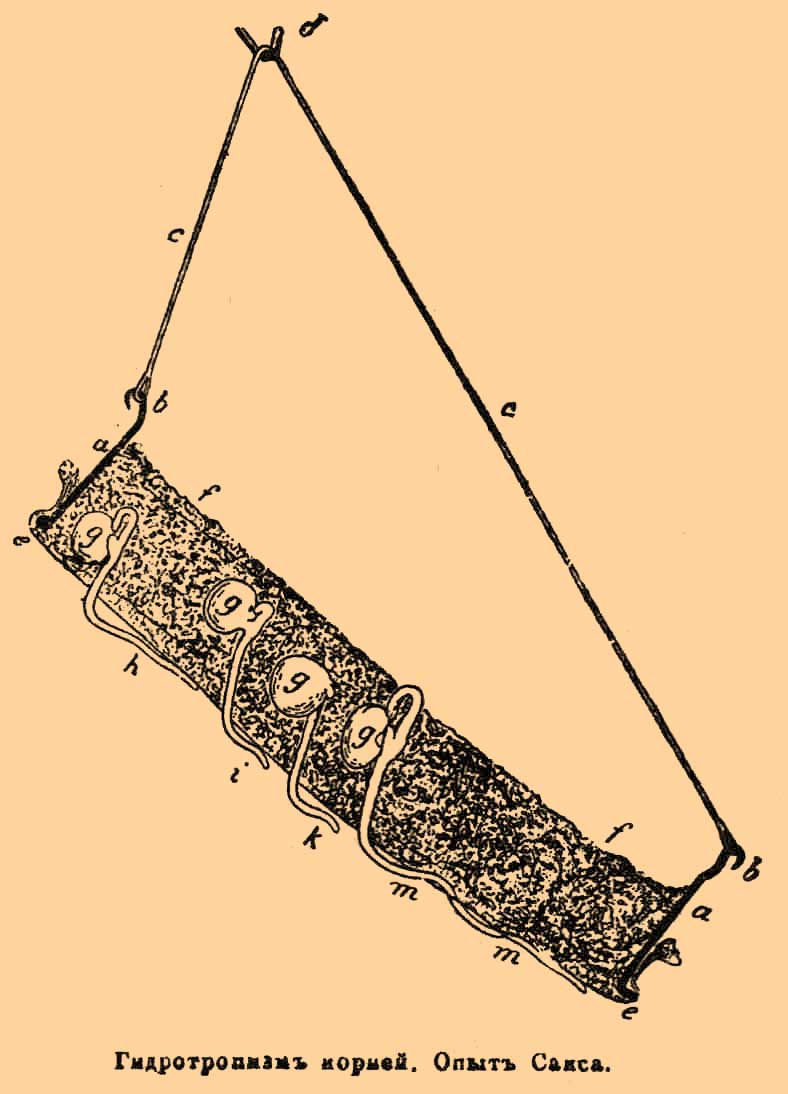
Hidrotropismo

En Botánica se denomina hidrotropismo al crecimiento direccional de las raíces de las plantas con relación a la disponibilidad de agua, es la respuesta a estímulos cuyo origen es el agua.
Este tropismo es de fundamental importancia adaptativa para la supervivencia de las plantas terrestres, las cuales dependen de la capacidad de las raíces para obtener agua y nutrientes del suelo. El hidrotropismo comienza en la cofia con la percepción del gradiente de humedad del suelo. A diferencia del geotropismo, todavía no se sabe cabalmente el modo ni el tipo de célula de la cofia que percibe el gradiente de humedad. No obstante, el uso de una mutante de Pisum sativum  denominada ageotropum permitió establecer la independencia de las vías de percepción y señalización para ambos tipos de tropismos ya que sus raíces no responden a la gravedad pero si responden al gradiente de humedad.
La capacidad de la cofia de percibir gradientes de humedad parece generar una señal dominante que debilita la percepción y respuesta al estímulo de la gravedad. Se ha observado que la respuesta reducida a la gravedad en raíces hidroestimuladas de Arabidopsis y rábano se debe en parte a la degradación simultánea de los estatolitos las células de la cofia. Las raíces estimuladas por tacto retardan la tasa de sedimentación de los estatolitos, reduciendo también la respuesta gravitrópica. Sin embargo, la respuesta hidrotrópica ejerce un efecto más dramático que el tigmotropismo, quizás por la importancia del agua para la supervivencia de las plantas.
Estos mecanismos indican que los estatocitos parecen haber adquirido durante su evolución diferentes tipos de receptores para percibir una gran variedad de estímulos que además son capaces de integrar cuantitativamente las diferentes señales e iniciar la respuesta trópica adecuada. Los estatocitos, consecuentemente, podrían utilizar elementos comunes de señalización, tales como redistribución de auxinas, cambios en el pH, concentración de Ca2+, en todos los sistemas perceptores y de ese modo sincronizar las respuestas a los estímulos del agua, de la gravedad y del tacto.